# Puerto Libertador
Puerto Libertador é um município da Colômbia, localizado no departamento de Córdoba.